# Janet Todd
Janet Margaret Todd OBE (* 10. September 1942) ist eine in Wales geborene Sachbuchautorin und Professorin, die vor allem durch ihre Biografien über Frauen der Literaturgeschichte bekannt geworden ist. 
Janet Todd hat an der University of Cambridge und der University of Florida studiert. Ihre Promotion beschäftigt sich mit dem Dichter John Clare. Sie lehrt Englische Literatur an der University of Aberdeen und ist "Honorary Fellow" des Lucy Cavendish College in Cambridge, dem sie seit dem 1. September 2008 als Leiterin vorsteht.
Janet Todds Forschungsschwerpunkt ist die Literatur und Kultur der englischen Restauration und des 18. und frühen 19. Jahrhunderts. Sie ist Autorin beziehungsweise Mitautorin von mehr als 38 Büchern und Herausgeberin von Gesamtwerken von Mary Wollstonecraft, Jane Austen und Aphra Behn. Zu den von ihr verfassten Biografien zählen solche über Helen Maria Williams, Mary Shelley, Mary Carleton, Eliza Fenwick und Fanny Imlay. 

## Veröffentlichungen (Auswahl)
- (Hrsg.): Dictionary of British women writers. London : Routledge, 1989 ISBN 0-415-03625-9
- mit Marilyn Butler [Hrsg.]: The Works of Mary Wollstonecraft (1989)
- Mary Wollstonecraft. A Revolutionary Life. Weidenfeld and Nicolson, London 2000, ISBN 0-231-12184-9
- The Complete Letters of Mary Wollstonecraft. Columbia University Press, 2004, ISBN 0-713-99600-5
- Daughters of Ireland. Ballantine Books, New York 2004, ISBN 0-345-44763-8, in den USA als Rebel Daughters: Ireland in Conflict veröffentlicht
- The Cambridge Introduction to Jane Austen. Cambridge University Press, Cambridge 2006, ISBN 978-0-521-67469-0
- Death & the Maidens: Fanny Wollstonecraft and the Shelley Circle. Profile Books, London; Counterpoint, Berkeley 2007, ISBN 978-1-58243-339-4